# Medycyna ratunkowa

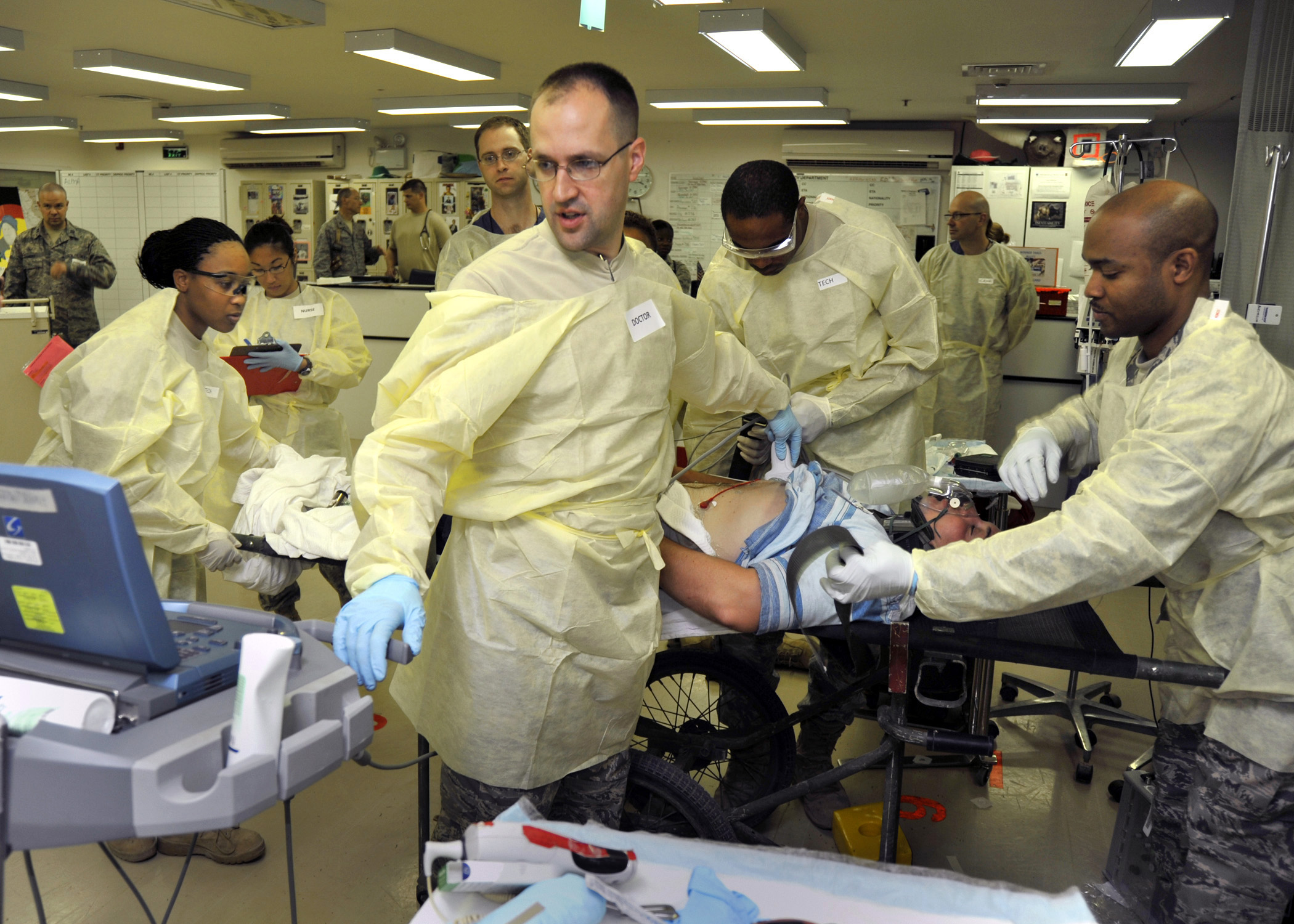
Medycyna ratunkowa

Medycyna ratunkowa – specjalizacja lekarska oraz priorytetowa dziedzina medycyny zajmująca się diagnostyką i leczeniem nagłych zagrożeń zdrowotnych: ostrych zachorowań i urazów wymagających natychmiastowej pomocy. Pomoc ta obejmuje określenie priorytetów w działaniach ratunkowych (triaż), podtrzymywanie i stabilizację czynności życiowych (resuscytacja krążeniowo-oddechowa), leczenie bólu ostrego, szybką identyfikację przyczyny oraz wstępne leczenie nagłego zagrożenia zdrowotnego, ocenę potrzeby dalszego leczenia.
Medycyna ratunkowa jest dziedziną medycyny mającą zastosowanie w szpitalnych oddziałach ratunkowych, na  miejscu wypadku (w zmienionej formie) i we wszystkich przypadkach nagłych zachorowań. Pomoc medyczna, stabilizacja podstawowych funkcji życiowych, przekazanie poszkodowanego do odpowiedniego oddziału. Działanie na etapie przedszpitalnym i szpitalnym. Choć zwykle nie prowadzą długoterminowej opieki, lekarze medycyny ratunkowej i pozostały personel pogotowia ratunkowego podejmują działania mające wpływ na długoterminowe rokowanie chorego.
W Polsce konsultantem krajowym medycyny ratunkowej 5 października 2018 roku został prof. dr hab. Jerzy Robert Ładny.